# Курінь «Перемога»
«Перемога» — курінь УПА, що входив до складу ТВ-21 «Гуцульщина» ВО-4 «Говерля» УПА-Захід. Курінні: Тарасенко (псевдо Степовий) — до січня 1945 року, Матвіїв Юліан (псевдо Недобитий).

## Бойові дії
10 лютого 1945 року — бій під пересілком Сеньківське біля села Гринява. Передумовою бою було знищення 7 лютого майора і двох солдат з більшовицької стежі у складі 20 чоловік, які наткнулися на заставу куреня в селі Перехресне. Ворог відправив на 360 повстанців біля 300 солдат (потім надійшло близько 200 чоловік на поміч з Кут і Буковини), тому командир куреня вирішив прийняти бій. Упродовж дня повстанці відбили 15 ворожих атак. Знищено 104 та поранено 90 більшовиків. Втрати повстанців — 7 загиблих і 8 тяжко поранених.